# Huai'an
Pour les articles homonymes, voir Huai'an (homonymie) et Huaiyin.
Huai'an (淮安 ; pinyin : Huái'ān), Huaiyin avant 2001, est une ville du nord de la province du Jiangsu en Chine.

## Subdivisions administratives
La ville-préfecture de Huai'an exerce sa juridiction sur huit subdivisions - quatre districts et quatre xian :
- le district de Qinghe - 清河区 Qīnghé Qū ;
- le district de Qingpu - 清浦区 Qīngpǔ Qū ;
- le district de Chuzhou - 楚州区 Chǔzhōu Qū ;
- le district de Huaiyin - 淮阴区 Huáiyīn Qū ;
- le xian de Jinhu - 金湖县 Jīnhú Xiàn ;
- le xian de Xuyi - 盱眙县 Xūyí Xiàn ;
- le xian de Hongze - 洪泽县 Hóngzé Xiàn ;
- le xian de Lianshui - 涟水县 Liánshuǐ Xiàn.